# Mura di Volterra
Le mura di Volterra sono un'opera di ingegneria militare a difesa di Volterra risalente all'epoca etrusca e via via modificata nel corso dei secoli.
Le primitive mura, di cui rimangono lunghi tratti, furono costruite in epoca etrusca intorno al IV secolo a.C. e rimasero in uso per tutto l'alto medioevo, fin quando il Comune di Volterra decise la costruzione di un nuovo sistema difensivo, che tuttavia inglobò molte delle strutture murarie etrusche.
Le antiche mura che recingevano la città avevano uno sviluppo di circa 7 km e racchiudevano un'area di 102 ha, mentre la cinta medievale (che corrisponde all'estensione attuale) è di soli 2.6 km e racchiude un'area di 26 ettari.
Il materiale principalmente usato per la costruzione fu il panchino, pietra tipica della Toscana occidentale. La varietà adoperata nel volterrano è costituita da una grana molto fine e di color giallo sabbia. Venne utilizzata anche per le urne cinerarie, per la muratura dei palazzi e per i lastricati stradali.

## Storia

### Il tracciato etrusco

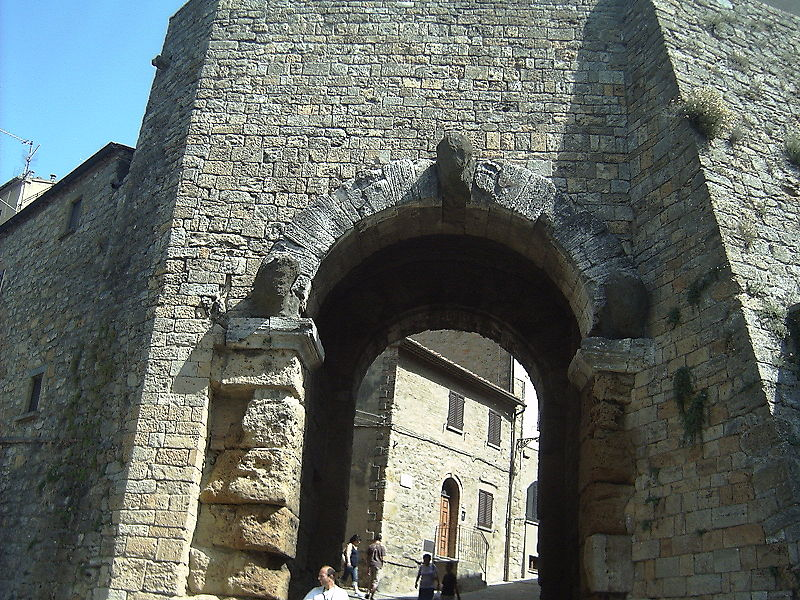
Porta all'Arco

Le mura etrusche di Volterra, in blocchi di calcare arenaceo (panchina), furono probabilmente realizzate nel corso del IV secolo a.C. per il crescente bisogno di difesa dovuto alle incursioni dei Celti da Nord e dei Romani da Sud.
La fortezza di Volterra superò tutte le altre cinte murarie etrusche conosciute per estensione e per magnificenza costruttiva: nella prima metà del III secolo a.C., il tracciato si estendeva per un percorso di 7.280 m, racchiudendo un'area di circa 116 ettari. Si trattava di un percorso molto articolato e vario, studiato per sfruttare al meglio le caratteristiche morfologiche della collina su cui sorge la città e per includere all'interno del circuito murario anche un buon numero di sorgenti, nonché aree verdi da adibire all'agricoltura e all'allevamento oltre che, in tempi di necessità, all'accoglienza e alla protezione della popolazione extraurbana.
Questa imponente costruzione vide la luce durante un periodo in cui anche in altre città etrusche si provvedeva al miglioramento delle opere di difesa e in cui la città di Volterra doveva far fronte ad un aumento demografico considerevole. Partendo da due angoli della vecchia rocca di Velathri (rimasta sempre senza rivestimento di massi ai fianchi) la cinta include, entro un continuato muro, tutta l'area centrale, dove si trova la città attuale, fino allo sbalzo di Porta San Francesco. Soltanto un secolo dopo, questa vasta costruzione fu ingrandita, andando a comprendere nel suo interno anche il ripiano sottostante in cui è situata la chiesa di San Giusto, la Guerruccia, fino alle attuali "balze".
Così le mura etrusche vengono descritte in una guida ottocentesca della città: "sono queste mura costruite di grosse pietre quadrilatere della larghezza di nove piedi romane le più piccole, e le maggiori di circa dodici unite, e sovrapposte, senza alcun cemento, ed interamente composte tutte di sasso senza alcun ripieno di terra per la grossezza di sedici palmi naturali e fabbricate per luoghi di difficile accesso".
La cinta muraria di Volterra ora visibile è di particolare pregio nelle sue più antiche porte: Porta all'Arco a sud, assai ben conservata, con le tre protomi sul fornice esterno e il Portone, detto Porta Diana, a nord. Quest'ultima, sotto l'aspetto archeologico, è meglio conservata dell'altra, che subì, fino all'antichità, numerosi mutamenti che andarono a cambiare il suo aspetto primitivo. La pianta della Porta Diana è simile a quella della Porta all'Arco, sebbene sia di dimensioni più ristrette; ciò va a dimostrare che la costruzione di queste due aperture nella cinta avvenne nello stesso periodo. In epoca successiva alla costruzione della Porta all'Arco, i fianchi della vecchia apertura dovettero essere in parte demoliti, per permettere la costruzione dell'arco su dei cornicioni di stile più recente in tufo, anziché in panchina, come tutte le mura volterrane.

### Il tracciato medievale
Il Comune di Volterra, agli inizi del XIII secolo iniziò la costruzione di un nuovo sistema difensivo, la cinta muraria comunale: infatti, come accadde in molte altre città della penisola italiana, in seguito alla caduta dell'Impero romano d'Occidente, anche la popolazione urbana di Volterra aveva subito una forte contrazione, rendendo superfluo e assai difficoltoso da difendere il grande circuito murario etrusco: era dunque necessaria una cinta difensiva più ridotta, che meglio rispondesse alle mutate esigenze della popolazione. La cinta delle mura medievali ha i suoi gioielli architettonici nelle Porte di San Francesco, di Docciola e fonti (datate 1245), di San Felice e fonti e Porta Marcoli.
Una prima fase di questo ammodernamento pare conclusa entro il 1238 e riguardò il tracciato da Porta all'Arco alla Postierla, nonché la zona del Prato Marzio.
Durante il regime consolare, la cinta venne nuovamente rafforzata, fino al 1254, anno in cui i fiorentini si imposero con il costituto popolare e il governo di parte guelfa. Nel 1260, il regime ghibellino, che andò a succedere a quello guelfo, constatò la grande vulnerabilità dell'allora sistema difensivo della città, visto il vasto perimetro che la cinta andava a ricoprire, così ingaggiò quaranta maestri di pietra che lavorarono fin quando la città non fu completamente murata. Il lavoro iniziò nell'autunno del 1260 e venne portato a termine entro pochi anni. La nuova struttura difensiva venne perciò completata intorno al 1266. Naturalmente la tecnica costruttiva della muratura differiva da quella etrusca, essendo composta da blocchi assai più piccoli. Furono inoltre scavati dei fossati davanti alle mura nei punti di più facile accessibilità.
Nello stesso periodo si lavorava alla monumentalizzazione delle fonti cittadine: in particolare, grande fu lo sforzo finanziario per comprendere entro il circuito murario comunale le fonti di Docciola e di San Felice e renderla uno dei luoghi più suggestivi della città.
A queste si aggiungono le due porte facenti parte della primitiva cinta etrusca:
- Porta Diana, subito fuori dall'odierna Porta Fiorentina, in direzione della Valdelsa, è collocata a nord rispetto alla città, oltrepassato il cimitero cittadino. Risalente al III - II secolo a.C., fa parte della cinta muraria in panchina edificata dagli Etruschi.
- Porta Menseri, presso l'abitato di San Giusto, un tempo compreso dentro la cinta difensiva etrusca.

### La frana del 2014
Nella notte del 31 gennaio 2014, a causa del maltempo di quei giorni, franarono trenta metri di mura medievali. Il tratto di mura crollate si trova lungo la passeggiata che da Porta all'Arco porta a Piazza dei Fornelli, in Via Lungo le Mura, uno dei punti panoramici più belli di tutta la città. La frana arrivò fino alle porte di entrata delle varie abitazioni lì presenti, ma vista l'ora tarda, non ci sono stati feriti o morti. Pochi giorni dopo, il Ministro dei Beni Culturali Massimo Bray, durante il sopralluogo fatto in Piazza dei Fornelli ha dichiarato riguardo il crollo:
"Se nel 1944 i volterrani hanno saputo difendere questo tesoro dai nazisti, lo Stato italiano ha il dovere di tutelarlo. Per questo faremo di tutto."
Circa un mese dopo, il 3 marzo 2014, crollò anche lo sperone delle mura etrusche di Piazza Martiri della Libertà durante delle operazioni di messa in sicurezza dello stesso, vista la sua precarietà dovuta alle continue piogge che avevano già causato la frana del tratto di mura medievale a pochi metri di distanza. Il crollo è avvenuto intorno alle quattro del pomeriggio e vista la previa messa in sicurezza del tratto stradale, nessun passante o automobilista è stato ferito.

Grazie all'attivazione delle somme urgenze da parte della Regione Toscana e del Ministero per i  Beni e le attività culturali è stato possibile ripristinare il tratto di Via Lungo le Mura il 18 ottobre 2014 e progettare la ricostruzione dello sperone in Piazza Martiri della Libertà.

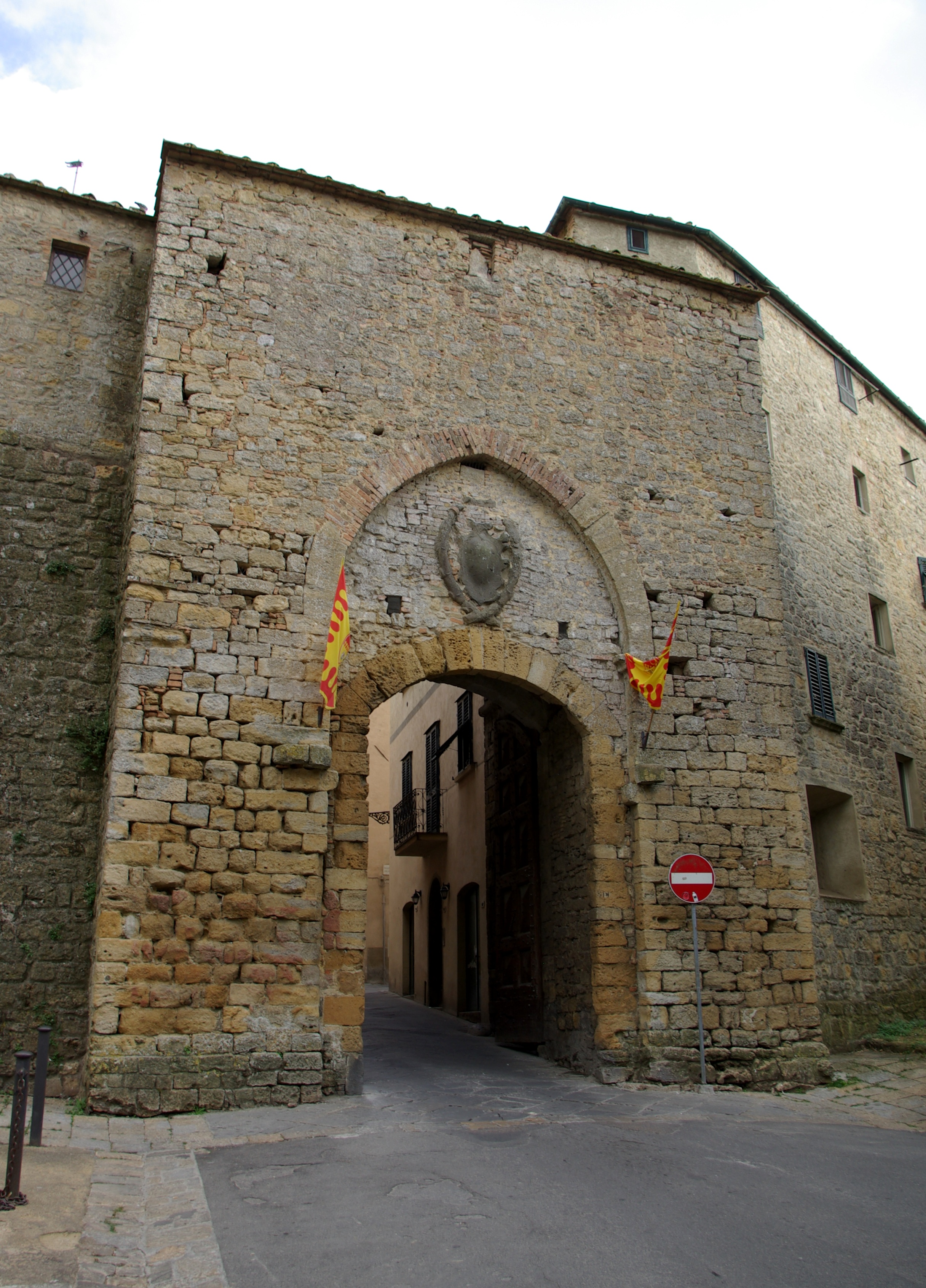
Porta Fiorentina

## Le porte di accesso
Le porte di accesso alla città, che si aprono nella cinta muraria comunale,in senso antiorario, sono: 
- Porta all'Arco, l'unica porta etrusca conservatasi ricompresa nel tracciato medievale. Gli stipiti sono formati da blocchi di pietra arenaria che localmente è chiamata Panchino e solo databili al IV secolo a.C. Le teste e l'arco sono realizzati con altri due tipi di pietra: i conci dell'arco sono di "tufo Pignano", una pietra calcarea la cui cava si trova nei pressi di Volterra, mentre le teste sono scolpite nella selagite, una roccia estratta nella zona di Montecatini in Val di Cecina. L'arco e le teste sono state costruite più tardi, in epoca romana, probabilmente tra il III e il II secolo a.C.[2]
- Porta a Selci, nei pressi della Fortezza medicea, faceva parte del circuito murario etrusco. L'attuale porta, a semplice arco a tutto sesto, fu costruita nel XVI secolo, in sostituzione a quella più antica, detta del Sole.[8]
- Porta Marcoli, costruita forse nel XIV secolo, metteva in comunicazione diretta la città al monastero olivetano di S. Andrea e serviva come porta di accesso agli agricoltori della campagna circostante.[8]
- Porta Docciola, costruita nel XIII secolo a.C., metteva in comunicazione la città con la vallata circostante. Fu costruita appositamente per la difesa di una delle principali fonti di approvvigionamento idrico della città (Fonte Docciola). La porta conserva le strutture caratteristiche delle porte volterrane del XIII secolo, con un arco interno ed esterno a tutto sesto e con all'interno un arco ogivale entro cui si trova un arco ribassato.[8]
- Porta Fiorentina, anticamente veniva chiamata di Sant'Agnolo, vista la vicinanza alla chiesa dedicata all'arcangelo. Offre la stessa struttura architettonica delle porte volterrane, nonostante siano visibili evidenti rimaneggiamenti eseguiti nel XVI secolo quando la porta, durante l'assedio del 1530, venne colpita nella torre sovrastante.[8]
- Porta San Francesco, detta anche di Santo Stefano o Pisana, è l'unica porta che conserva nella volta le tracce di affreschi che erano presenti in tutte le porte di accesso alla città.[8]
- Porta San Felice, costituita con un solo semplice arco a sbarra che si appoggia a due tronchi disgiunti di mura castellane, offre un quadro pittoresco.